# RW قيفاوس
RW قيفاوس أو RW الملتهب في الفلك (بالإنجليزية:RW Cephei) هو نجم عملاق عظيم فائق أحمر من التصنيف النجمي M-class، يبلغ نصف قطره نحو 1650 ضعفا لنصفر القطر الشمسي، ويقع في كوكبة الملتهب.
وهو أحد أكبر النجوم المعروفة طبقا لقائمة أكبر النجوم المعروفة.
ويبلغ حوالي 1,535 نصف قطر شمسي، ولو افترضانا ووضعناه مكان الشمس لبلغ سطحه مدار المشتري، ومع ذلك فهو ليس أكبر عمالقة هذه الكوكبة حيث يوجد بها العملاقان العظيمان في 354 الملتهب وفي في الملتهب إيه.
اما رؤيته فتقدر بحوالي 6.0 إلى 7.3 قدر ظاهري (كلما قل القدر الظاهري ازداد سطوع النجم). في حين ان نطاق التصوير 8.6 - 10.7.
والعملاق آر دبليو الملتهب من النجوم المتغيرة من نوع المتغير غير المنتظم
Irregular variable حيث اعطى الفهرس العام للنجوم المتغيرة فترة تغير تقدر بحوالي 346 يوم للنجم، ولكن الدراسات الأخرى تشير إلى فترة مختلفة ولايوجد هناك دليل قوي.
ويعترى سطحه نبضات عنيفة حرارية وبالتالي تألقية. وقد تغير خلال 50 إلى 70 سنة الماضية من التصنيف النجمي فئة MO إلى G8.تصنيف النجم غير ثابت وواضح، في البداية صنف من فئة MO.بعدها صنف آر دبليو من فئة G8. ثم استنادا إلى طيف النجم نفسه تم تعديله إلى النجم القياسي من فئة K2 0-la.

## وصلات خارجية
- موقع الكون في الإنترنت.